# Башківці
Ба́шківці — село в Україні, у Шумській міській громаді Кременецького району Тернопільської області. Розташоване на сході району. 
До села приєднано хутір Довжок. Населення — 215 осіб (2016).

## Історія
Перша писемна згадка — 1545 року, згідно з ревізією Кременецького замку належало М. Лосятинському.
1564 року власником Башківець була М. Буковецька.
В історичних документах трапляються назви Боконці, Бушковці.
1 жовтня 1933 року утворено ґміну Угорськ Кременецького повіту і село включено до неї.
До 2015 року підпорядковувалося Тилявській сільській раді.
12 червня 2020 року, відповідно до розпорядження Кабінету Міністрів України № 724-р «Про визначення адміністративних центрів та затвердження територій територіальних громад Тернопільської області» увійшло до складу Шумської міської громади.
19 липня 2020 року, в результаті адміністративно-територіальної реформи та ліквідації Шумського району, село увійшло до складу Кременецького району.

## Населення
Згідно з переписом УРСР 1989 року чисельність наявного населення села становила 342 особи, з яких 142 чоловіки та 200 жінок.
За переписом населення України 2001 року в селі мешкало 313 осіб. 100 % населення вказало своєю рідною мовою українську мову.

## Соціальна сфера
Діє бібліотека, будинок культури.

## Видатні уродженці
- Герасимчук Василь Макарович — український радянський діяч.

## Світлини

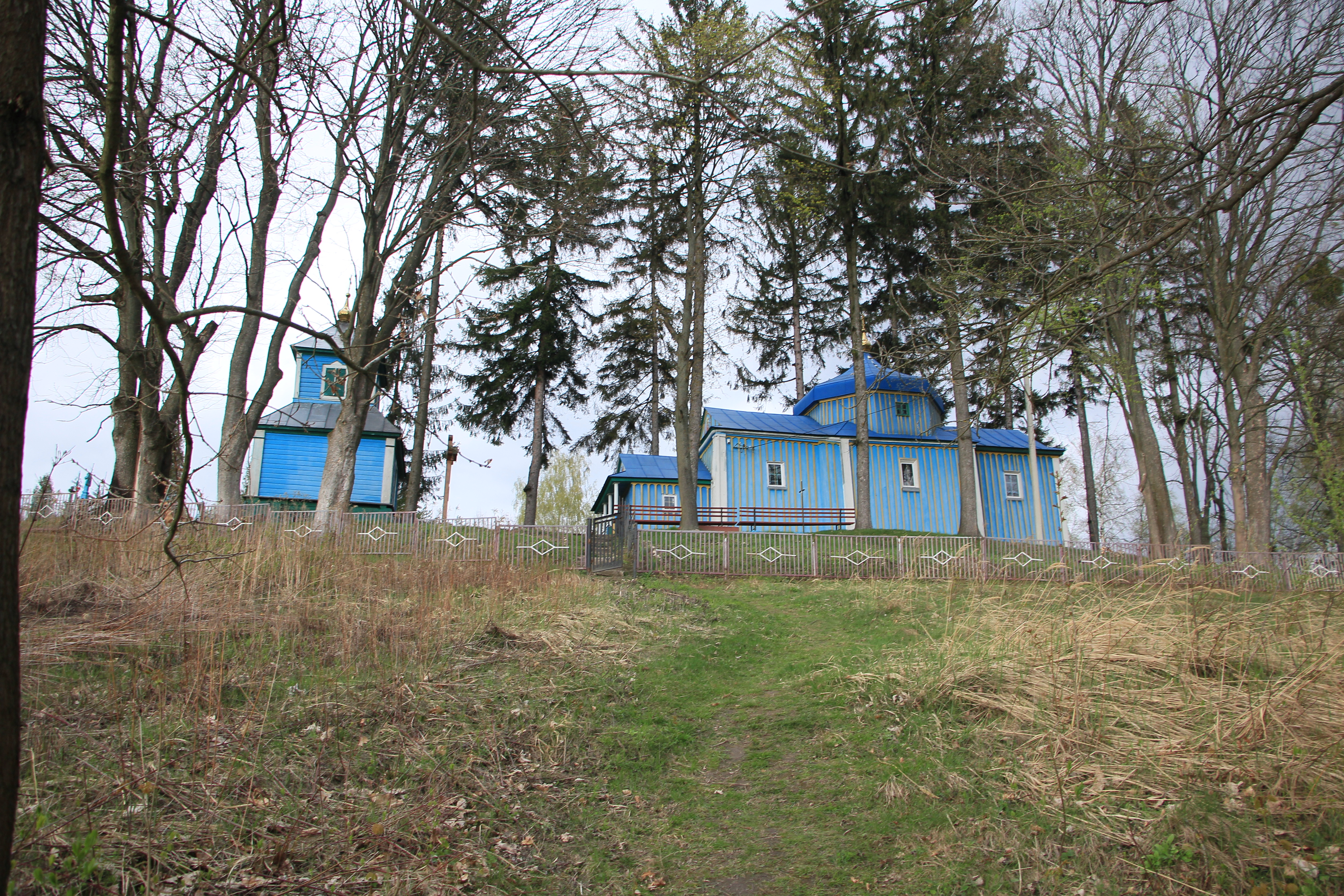
Дерев'яна церква в селі
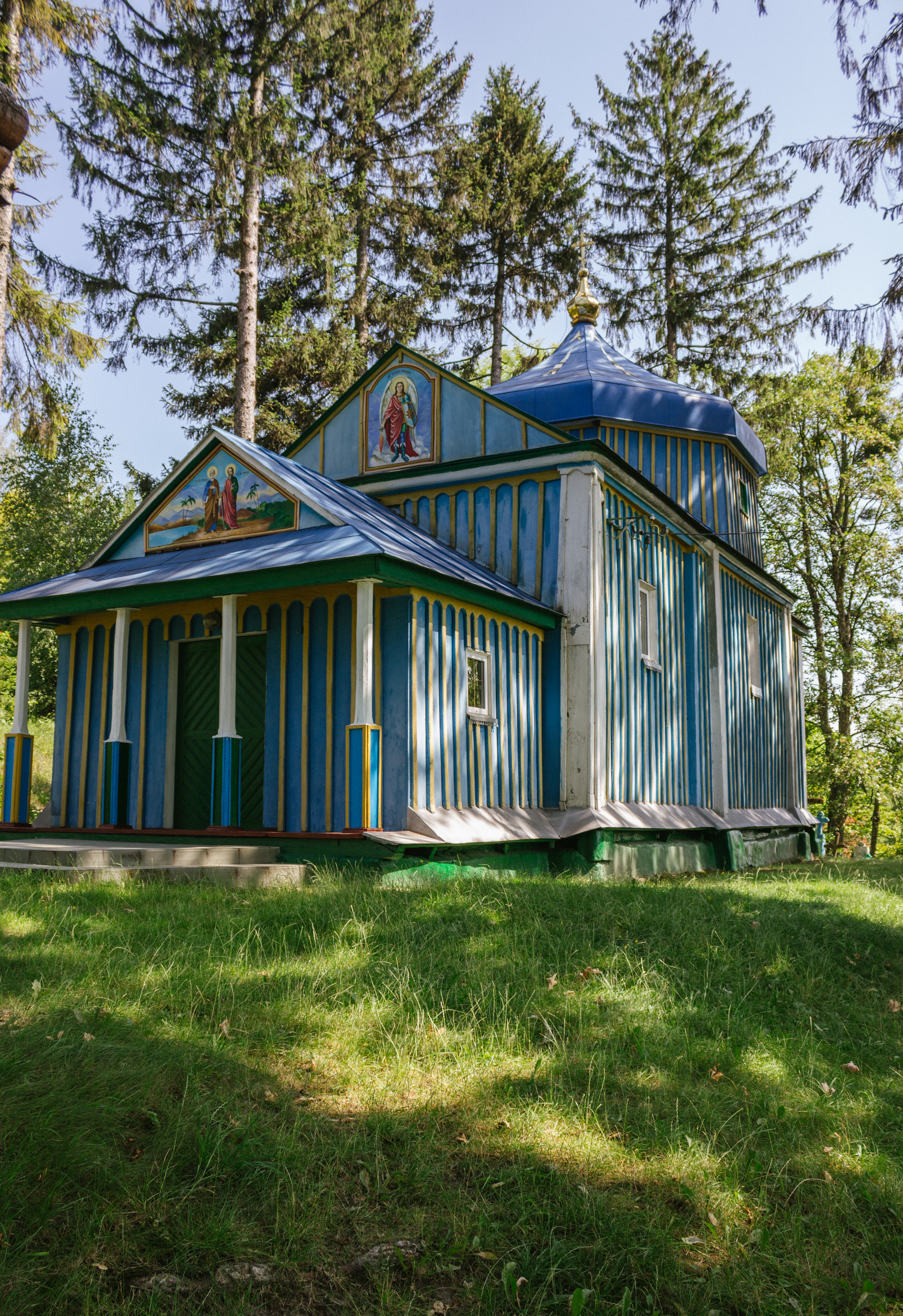
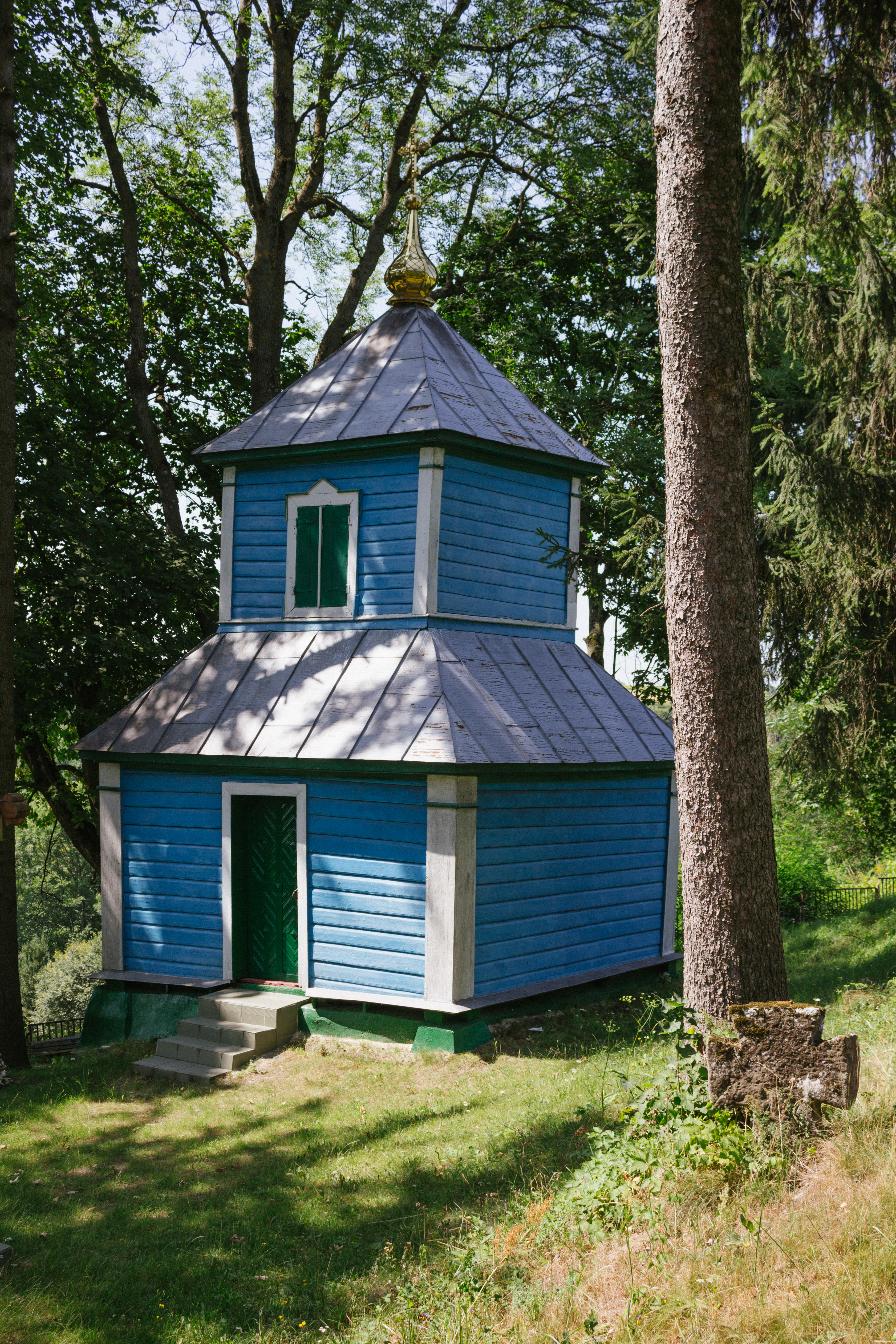
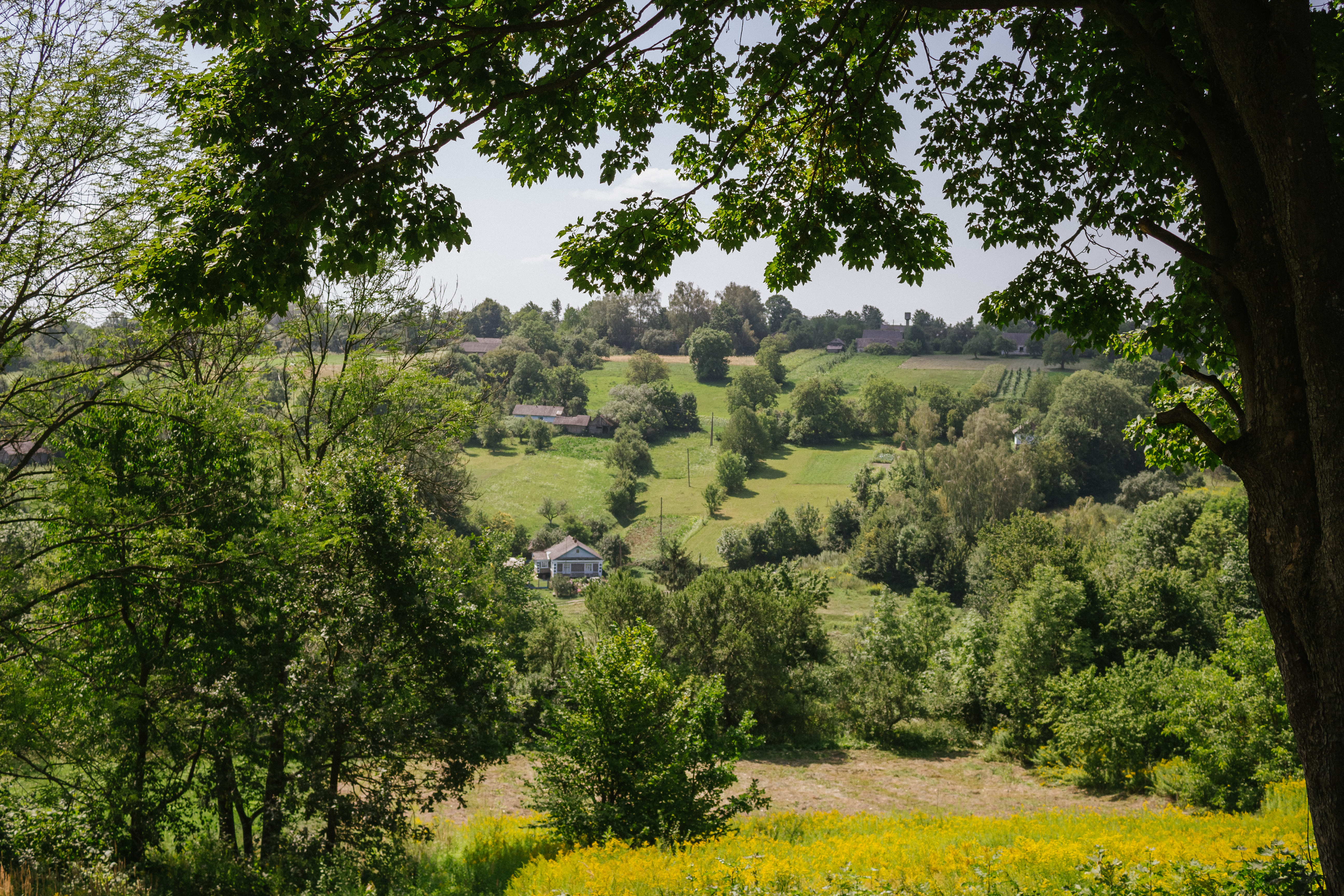
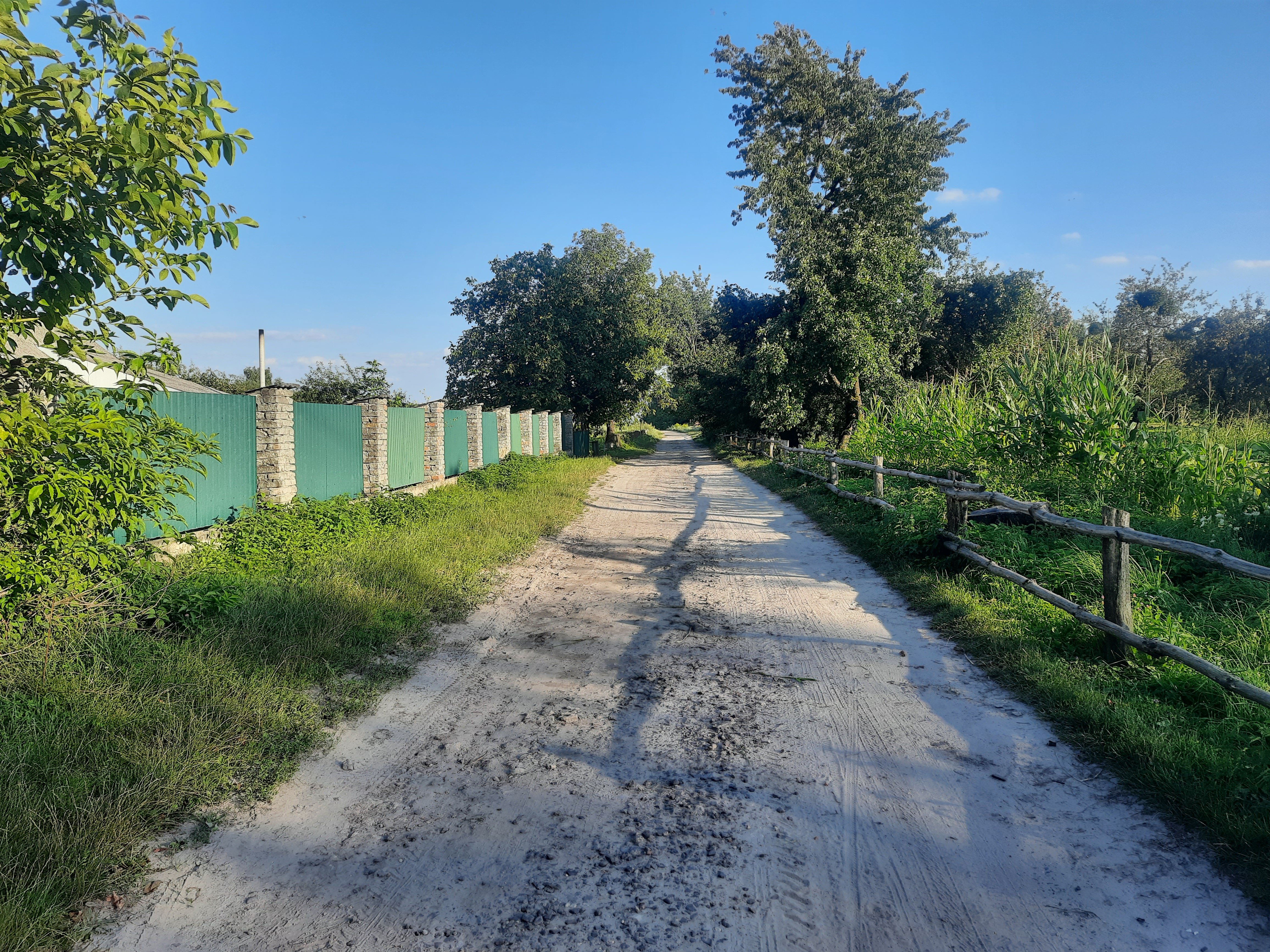
Сільська вулиця